# 蘇聯潛艇M-172
蘇聯潛艇M-172馬柳特卡級XII系列短程柴油動力攻擊型潛艇。她是北方艦隊的一員，在第二次世界大戰期間與軸心國在海上作戰，其指揮官為猶太裔軍官伊斯雷爾·菲薩諾維奇（Israel Fisanovich）。在役期間，M-172主要於挪威水域與敵軍對峙，曾有多次出戰的記錄，包括一次成功擊沉敵軍船艦。她在1943年10月1日出發執行最後一次任務，之後便沒有回航，相信是中了德軍的水雷而沉沒。